# Bitva o Sevastopol (1941–1942)
Bitva o Sevastopol či obléhání Sevastopolu bylo vojenské střetnutí Rudé armády a německého wehrmachtu a Rumunské armády během druhé světové války, které probíhalo na jihu poloostrova Krym od 30. října 1941 do 9. července 1942. Jejím výsledkem bylo dobytí pevnostního města a významného černomořského přístavu Sevastopol německými a rumunskými vojsky.

## Útok na Krym
Při postupu německých armád na jihu SSSR se stalo jednou z priorit obsazení Krymu a zejména největšího sovětského černomořského přístavu Sevastopol. Odtud ohrožovalo sovětské vojenské letectvo naftová pole v Rumunsku a námořnictvo zde mělo svoji tradiční základnu. Byl zastaven postup na Rostov na Donu a německá armáda se připravila k útoku na Krym. Ten byl zahájen přes Perekopskou šíji 24. září 1941. Po počátečním úspěchu se však německé jednotky dostaly do vlekoucích se bojů, které trvaly měsíc. Rudá armáda vrhla postupně do obrany všechna vojska, včetně záloh. Vzhledem k tomu, že Němci nasadili další dvě divize, podařilo se jim sovětskou obranu 28. října prolomit a postoupit až k Sevastopolu. Německý velitel Erich von Manstein vydal rozkaz i k dalšímu postupu na jih a východ Krymského poloostrova a postupně ho obsadil. Po obsazení Kerče provedly jednotky SS masakr, při kterém postřílely zhruba 15 tisíc tamních Židů.

## Obléhání Sevastopolu

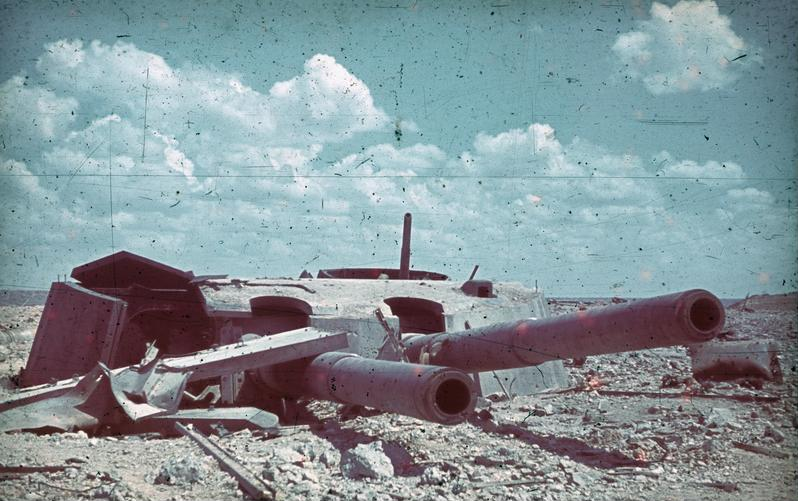
Zničená věž baterie Maxim Gorkij

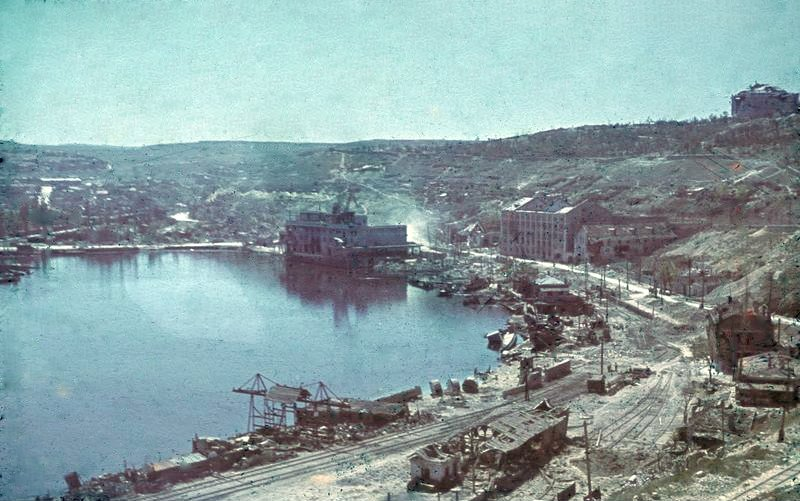
Přístav po bitvě, červenec 1942

Poprvé Němci ostřelovali Sevastopol již 30. října 1941. K městu přicházely další německé jednotky, které ho z pevniny obklíčily. Od 11. listopadu docházelo k útokům motorizovaných a pěchotních divizí, ovšem bez úspěchu. Sovětská vojska posilovala neustále obranu a chystala se vzdorovat nepříteli. Na straně druhé byli z města evakuováni civilisté a ranění vojáci. 7. listopadu 1941 byla německým letounem He 111 torpédována sovětská sanitní loď Armenia, přičemž zahynulo přes 5000 osob. Po neúspěšných útocích začalo mohutné dělostřelecké bombardování, při němž Němci použili i 800 mm dělo Schwerer Gustav, jehož náboje vážily 7 tun. Ovšem ani toto obránce města neporazilo. Němci podnikli několik útoků, při nichž obsadili část území, ovšem sovětskými protiútoky byli vytlačeni zpět. Aby sovětské velení získalo Krym zpět, byl zahájen útok v rámci Kerčsko-feodosijské operace, která však skončila pro Rudou armádu neúspěchem. Přesto však znamenala odlehčení pro obránce Sevastopolu, protože až do poloviny května vázala značné německé síly, které předtím tento přístav obléhaly. Po vítězství Mansteinovy 11. armády se mohla jeho vojska znovu plně věnovat útokům na Sevastopol.
Dne 7. června 1942 zahájili Němci ostřelování těžkými děly Thor a Odin ráže 600 mm (celkem ten den vypálily 54 granátů) a dalšími devíti stovkami děl, při čemž na Sevastopol bylo podniknuto 1400 útoků leteckými pumami. I přesto ale německá pěchota postoupila jen o 700 metrů, za ztráty dvou tisícovek mužů. Ovšem zde je čekalo další pásmo betonových opevnění, o které byly rozpoutány krvavé boje. Dne 17. června Němci dobyli dělostřeleckou baterii Maxim Gorkij, která tvořila základ obrany Sevastopolu. V důsledku postupu Němců postupně přestávaly dodávky po moři i evakuace civilistů a raněných, protože Němci obsadili přístav. 29. června 1942 Němci přepluli záliv a obsadili Sevastopol, zároveň však provedli i útok z jihu. Sovětští vojáci se však hrdinně bránili i za cenu vlastního sebeobětování. 5. července odplula ze Sevastopolu ponorka, která evakuovala generála Petrova. Šlo o poslední plavidlo, které ze sevastopolského přístavu odplulo. Zbytky sovětských vojáků, kterým rapidně ubývala munice, se ještě několik dní bránily, ovšem beznadějně. Většina z nich putovala do německého zajetí, několika málo z nich se podařilo proniknout z obklíčení a přidat se k partyzánům.

## Město-hrdina
Po ukončení druhé světové války obdržel Sevastopol titul město-hrdina.

## Jednotky Osy v začátku útoku na Krymský poloostrov (30.9.1941)
11. armáda - Erich von Manstein
- XXX. armádní sbor - Hans von Salmuth
  - 22. pěší divize - Hans Sponeck
  - 72. pěší divize - Philipp Müller-Gebhard
- IL. horský sbor - Ludwig Kübler
  - 1. horská divize - Hubert Lanz
  - 4. horská divize - Karl Eglseer
  - 170. pěší divize - Walter Wittke
- LIV. armádní sbor - Erik Hansen
  - 46. pěší divize - Kurt Himmer
  - 73. pěší divize - Bruno Bieler
- 50. pěší divize - Karl Hollidt

## Jednotky na straně Osy (10.5.1942)
11. armáda - Erich von Manstein

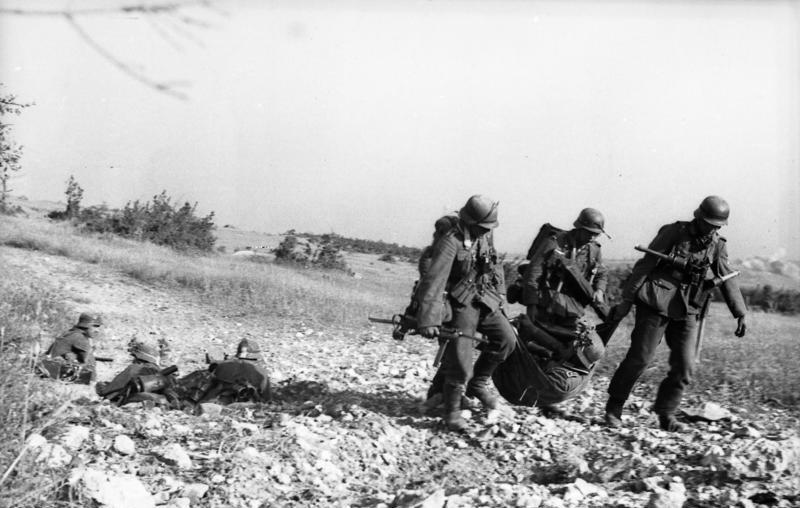
Transport raněného německého vojáka, červen 1942

- XXX. armádní sbor - Maximilian Fretter-Pico
  - 46. pěší divize - Ernst Haccius
  - 132. pěší divize - Fritz Lindemann
- XXXXII. armádní sbor - Franz Mattenklott
  - 22. tanková divize - Wilhelm von Apell
  - 28. pěší divize - Johann Sinnhuber
  - 50. pěší divize - Friedrich Schimdt
- LIV. armádní sbor - Erich Hansen
  - 18. pěší divize (rumunská) - Radu Baldescu
  - 22. pěší divize - Ludwig Wolff
  - 24. pěší divize - Hans von Tettau
  - 1. horská brigáda (rumunská) - Constantin Vasiliu-Rascanu
- VII. armádní sbor (rumunský) - Florea Mitranescu, tento sbor se přímo neúčastnil bitvy o Sevastopol.
  - 19. pěší divize (rumunská) - Carold Schmidt
  - 170. pěší divize - Erwin Sander
  - 8. jezdecká brigáda (rumunská) - Corneliu Teodorini
- Horský sbor (rumunský) - Gheorghe Avramescu
  - 10. pěší divize - Sava Caracas
  - 4. horská divize - Gheorghe Manoliu
- 72. pěší divize - Philipp Muller-Gebhard
- VIII. letecký sbor - Wolfram von Richtofen

## Jednotky na straně SSSR

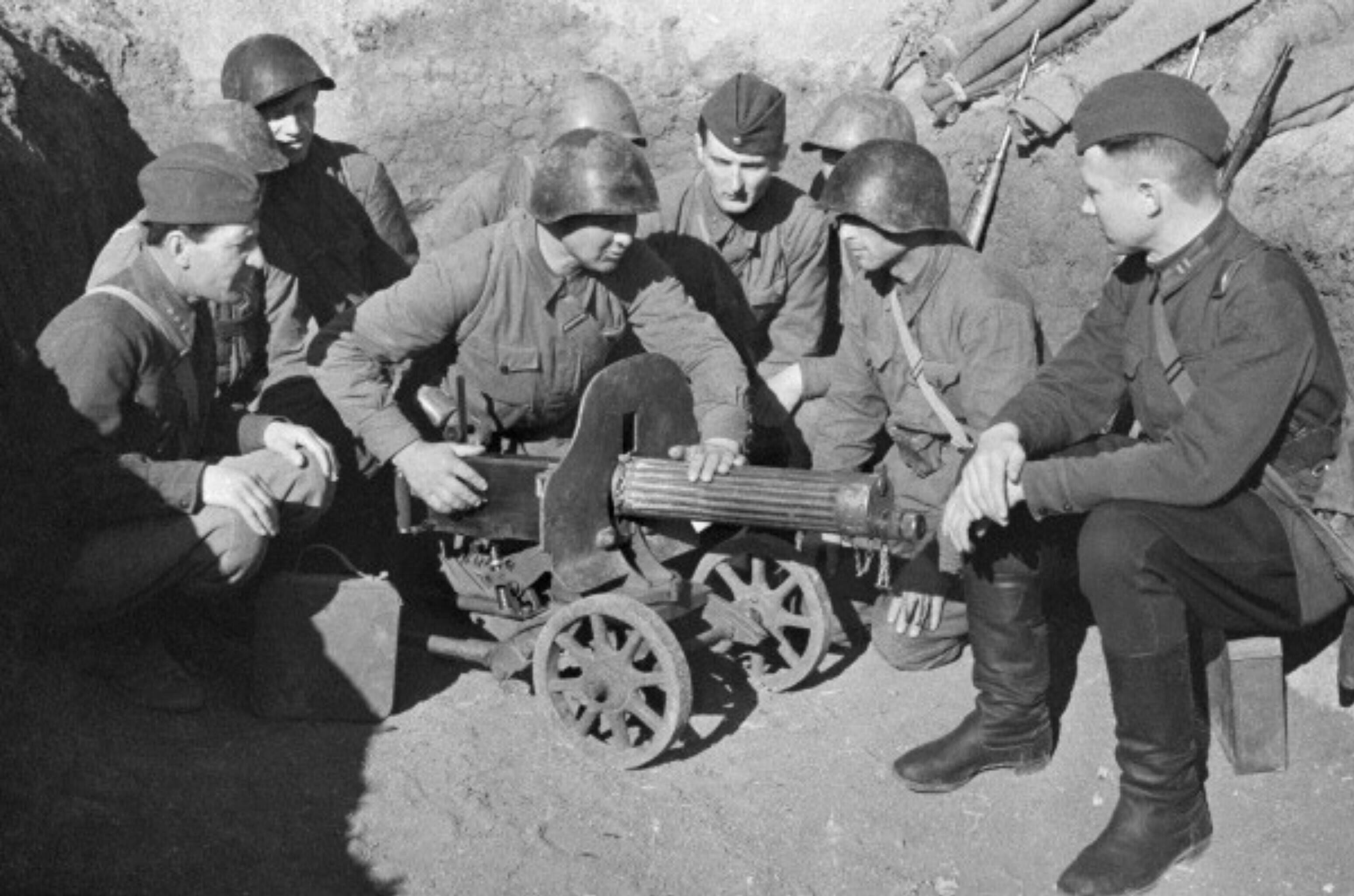
Sovětští vojáci Krymského frontu, duben - květen 1942

Přímořská armáda - Ivan Jefimovič Petrov
- 2. střelecká divize - Petr Georgivebič Novikov
- 25. střelecká divize - Trofim Kalinovi Kolomijec, šlo o původní divizi z dob ruské občanské války, se kterou bojoval Vasilij Ivanovič Čapajev
- 95. střelecká divize - Vasilij Florovič Vorobjov
- 172. střelecká divize - Ivan Andrejevič Laskin
- 345. střelecká divize - N. O. Guzy
- 386. střelecká divize
- 388. střelecká divize
- 40. jezdecká divize - Filipp Fjodorovič Kuďurov, divize byla bez koní
- 7. brigáda námořní pěchoty
- 8. brigáda námořní pěchoty - P. Gorpiščenko
- 79. brigáda námořní pěchoty - Alexej Stěpanovič Potapov
  - další blíže nezjištěné jednotky